# Berkoet

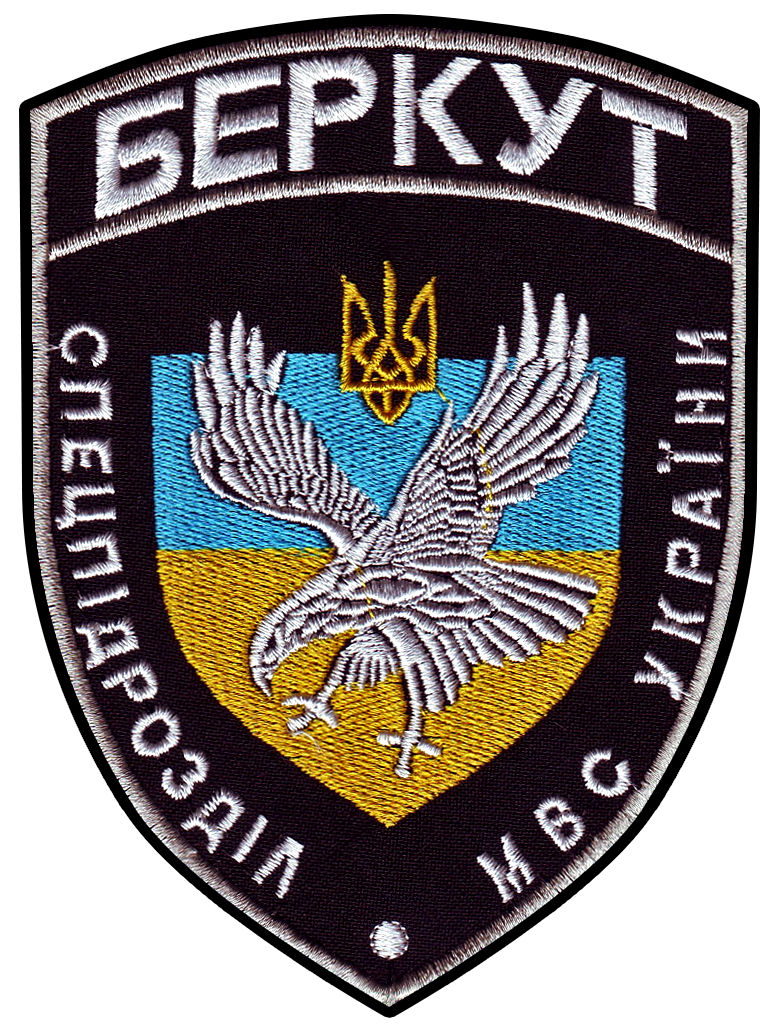
Embleem van de Berkoet, speciale eenheid van de Oekraïense militsia.

De Berkoet (Oekraïens: Бе́ркут) was de oproerpolitie van de Oekraïense militsia binnen het Ministerie van Binnenlandse Zaken. Het bureau werd opgericht in 1992, kort na het uiteenvallen van de Sovjet-Unie, als opvolger van de OMON van de Oekraïense SSR.

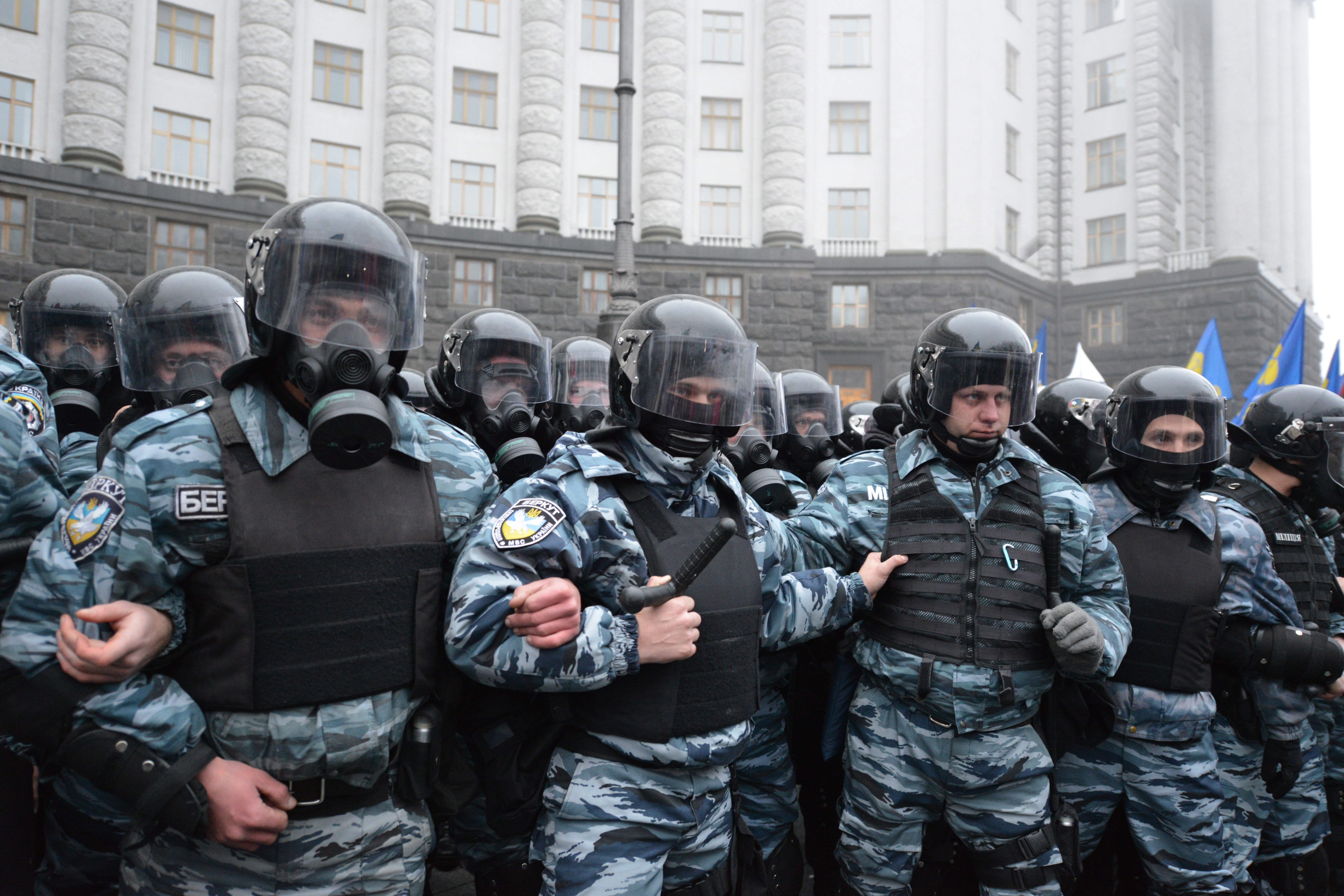
Oproerpolitie tijdens de grootschalige Euromaidan-protesten in Kiev op 24 november 2013.

Aanvankelijk gespecialiseerd in het bestrijden van georganiseerde misdaad, veranderde de Berkoet in een gendarmerie die werd gebruikt door de Oekraïense militsia voor openbare veiligheid. De Berkoet opereerde semi-autonoom op lokaal of regionaal niveau. De term Berkoet werd gebruikt voor alle professionele speciale politie-eenheden in Oekraïne. Voorafgaand aan de Revolutie van de Waardigheid in 2014, had de Berkoet een slechte reputatie opgebouwd vanwege illegale activiteiten tegen Oekraïense burgers zoals: afpersing, terrorisme, geweld, marteling, intimidatie van kiezers en andere geheime dienst-tactieken tegen degenen die niet op Viktor Janoekovytsj zouden stemmen, en geweld tegen demonstranten tijdens Euromaidan en de Oranjerevolutie. De nieuwe regering hield de Berkoet verantwoordelijk voor de meeste Hemelse Honderd burgerdoden tijdens de Oekraïense revolutie. Waarnemend Oekraïens minister van Binnenlandse Zaken, Arsen Avakov, tekende een decreet dat het agentschap ontbond en verving het met de Nationale Garde van Oekraïne.
In maart 2014, tijdens de Russische annexatie van de Krim, liepen Berkoet-eenheden die in de Autonome Republiek van de Krim en Sebastopol waren gestationeerd over naar het Russische Ministerie van Binnenlandse Zaken. De Berkoet werd in feite een agentschap van Rusland toen eenheden met behoud van hun oude naam, binnen de Nationale Garde van Rusland mochten dienen als gendarmerie voor de Krim.